# ZER01NE
ZER01NE(제로원)은 2018년에 신설된 크리에이티브 네트워크 플랫폼이다. 주소는 서울특별시 서초구 강남대로 311 드림플러스 6층이다.